# Mogyoróssy János
Mogyoróssy János (Békésgyula, 1805. szeptember 8. – Gyula, 1893. május 10.) uradalmi számtartó, történész.

## Élete
Mogyoróssy János városbíró és Vutsák Ilona (ki 97 évet élt) fiaként született. Egyetlen testvére Mogyoróssy József (1811-1857). Iskolai tanulmányait szülővárosában, Aradon, Temesvárt, Egerben (ahol Kossuth Lajos iskolatársa volt) és Nagyváradon végezte.
1827-ben mint gyakornok Békés megye irodájában írnokoskodott. 1828-ban gróf Wenckheim Ferenc uradalmában gazdatiszt, majd 1833-tól gazdatiszt és törvényszéki ülnök volt 40 évig. 1846-tól uradalmi számtartó és a grófi család gyulai levéltárának gondozója. Élénk kapcsolatot tartott fenn Kisfaludy Károllyal, Bajza Józseffel, Döbrentei Gáborral, Kultsár Istvánnal. Egyik legszorgalmasabb munkatársa volt Nagy Ivánnak, akinek Magyarország családai című művében ő írta a Békés megyei családok történetét.
1836-ban gyűjteni kezdett és 2000 kötetet meghaladó könyvtárát, levél-, érem-, fegyver- és egyéb régiségekből álló tízezer forintra becsült gyűjteményét 1868-ban a városi gimnázium múzeumának adományozta. Később ez a gyűjtemény képezte alapját a Békés vármegyei Múzeumnak (1847-től). Továbbá ő az 1871-ben életre hívott Békés vármegyei Régészeti és Művelődéstörténelmi Társulat egyik fő szervezője, és 1874-től haláláig igazgatója, valamint a gyulai városi könyvtár és múzeum alapítója is. Az ő pénzgyűjtése folytán vált lehetővé Haan Antal festőművészünk értékes etruszk- és egyéb régiség-gyűjteményének megszerzése. Barátjával, Göndöcs Benedekkel együtt megalapította a Békés vármegyei régészeti és mívelődéstörténelmi társulatot, mely megalakulván 1874. június 18-án megválasztotta igazgatójának, mely tisztét haláláig viselte.
Sokrétű munkásságát jelzi a Gyula hajdan és most című városmonográfiája.
1893. május 10-én halt meg Gyulán.

## Művei
- Gyula hajdan és most, történeti és statisztikai vázlatokban. Gyula, 1858 (Attila és más vezérek arcképével, egyéb rajzok és várképekkel. Desiderius és mások nyomán szilárd meggyőződése volt, hogy Attila Gyulán lakott és halt meg; e felől Révész Imrével és másokkal vitatkozásokat is folytatott.)
- Wenckheim-Hund család eredete és ivadékai Magyarhonban. Gyula, 1864 (a szerző által rajzolt két kőnyom. képpel és a szerző arczképével)
- Az Árpádok korából származó Gyulai határkő feliratáról és lelhelyéről. Gyula, 1872
- Üdvözlet Göndöcs Benedekhez. Gyula, 1874
- Történelmi adatok Szerémi György emlékirataiból: I. Mátyás utódainak kiirtásáról. A gyulai nemzetfejedelmi temetkezésekről és II. Lajos magyar király meggyilkolásáról. Gyula, 1882. Rajzokkal és a szerző arczk.
- Kund, Árpád honalkotó fejedelem egyik hadvezérének fi- és leányági törzsfája. Arad, 1884 (Ebben a Magyarossy-család ősrégi eredetét és szétágazását és az Unghváry-Mojsisovics családokkal való rokonságát mutatja ki.)
- Képes Kalauz a békésmegyei múzeum érem- és régiségtárában elhelyezett tárgyak ismertetésével. Gyula, 1885, fametszetekkel
- A hős honvéd leány. Történelmi életrajz a szabadságharczból. Arad, 1887 (Pfiffner Paulina arczképével)
- Emléklap Pfiffner Paulina 1848-1849. amazonról. Gyula, 1888
- A Magyaróssy nemzetség névsora legrégibb időktől 1889-ig. Gyula, 1889
- Mogyorossy János önéletrajza (Sajtó alá rendezte Dankó Imre. Jelentés a gyulai Erkel Ferenc Múz. 1960. évi munkájából. Gyula, 1961)